# 克林奇峰

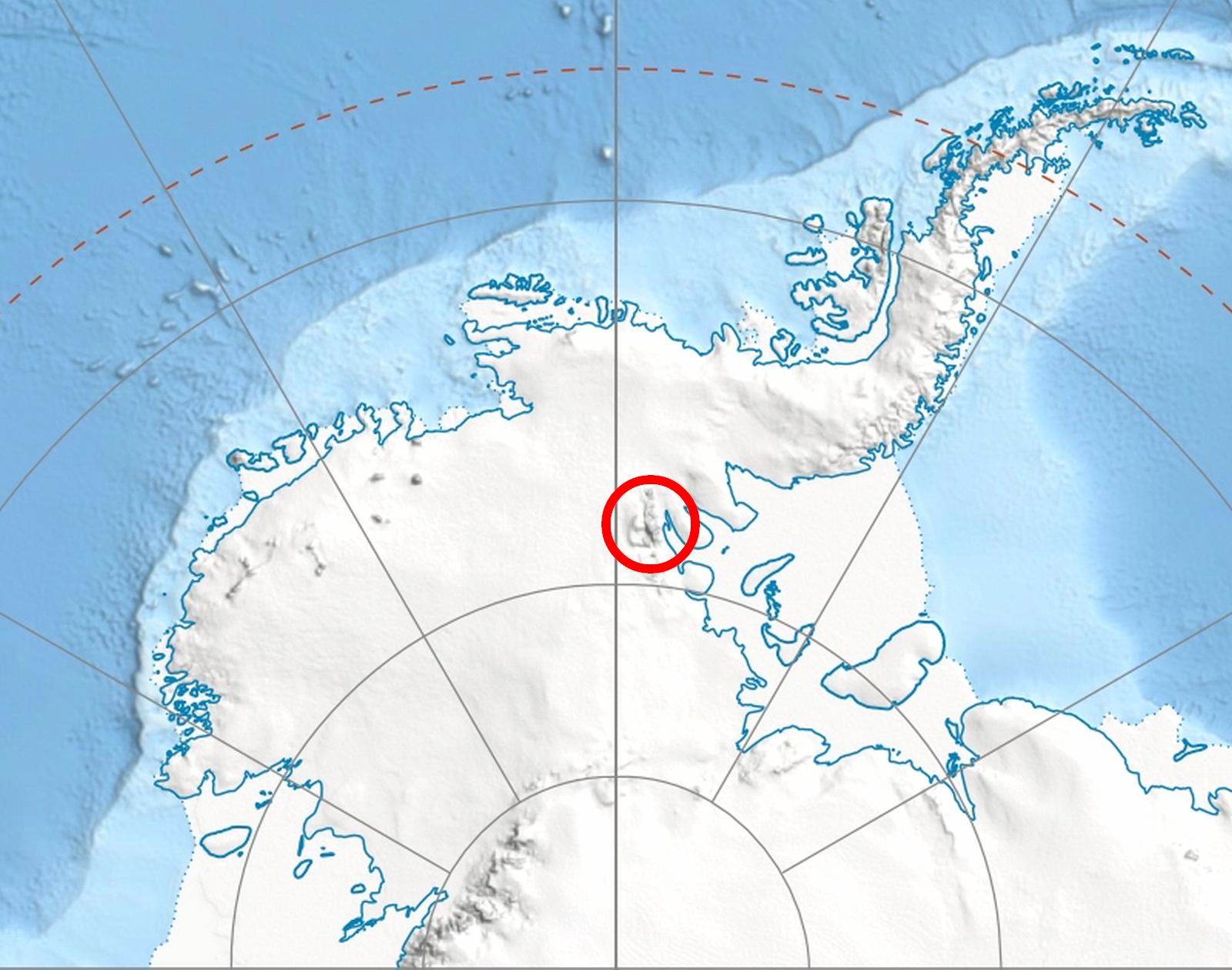

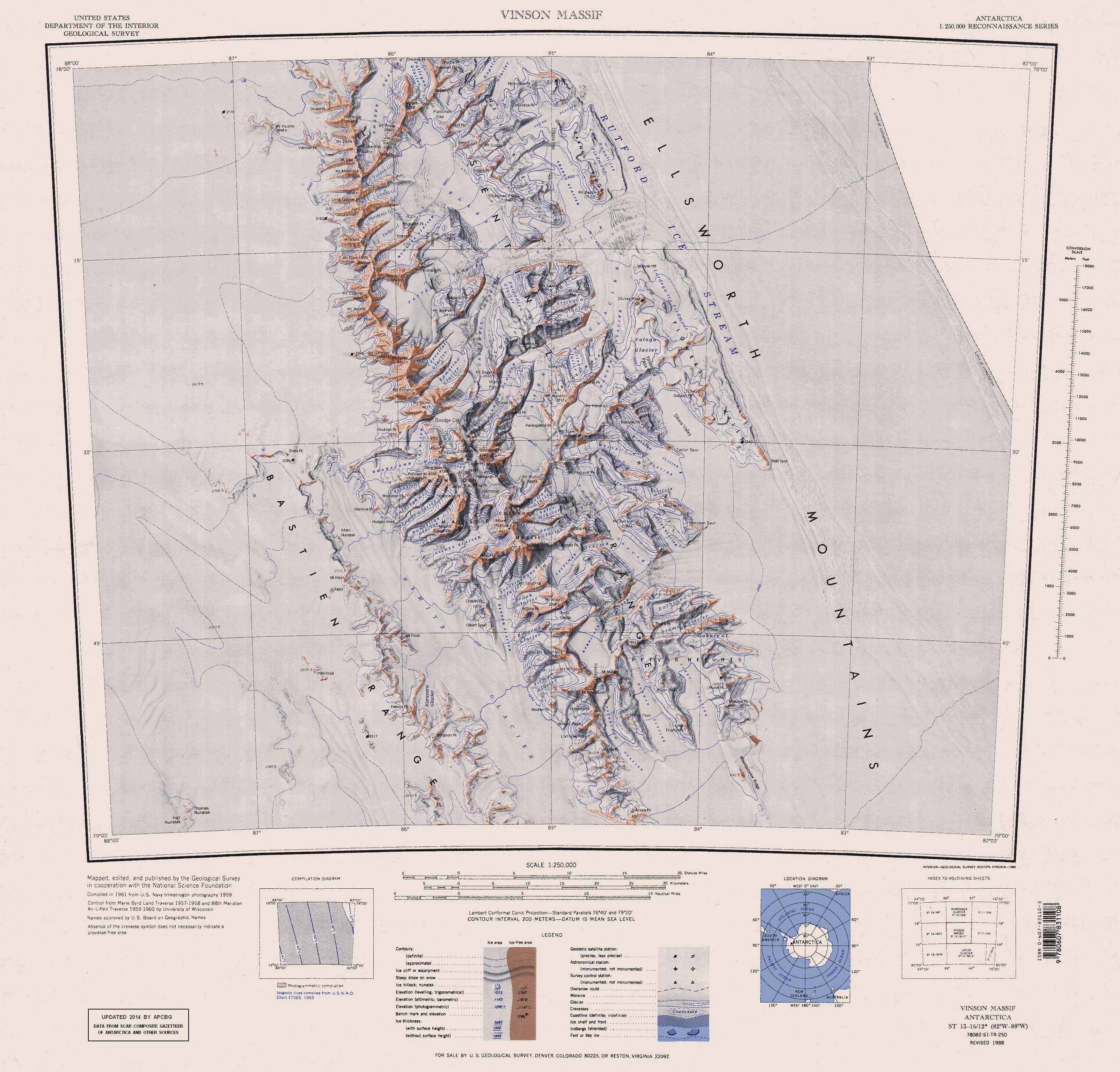

克林奇峰（英語：Clinch Peak），是南極洲的山峰，位於埃爾斯沃思地，處於舍寧峰西南面1.42公里、馬茨峰以西2.48公里和奧珀爾切尼埃峰東北面3.9公里，屬於埃爾斯沃思山脈中森蒂納爾嶺的一部分，海拔高度4,841米，現時由南極條約體系管理。